# Dendrocoptes auriceps
El pico frentipardo (Dendrocoptes auriceps) es una especie de ave piciforme de la familia Picidae que vive en el sur de Asia.

## Descripción

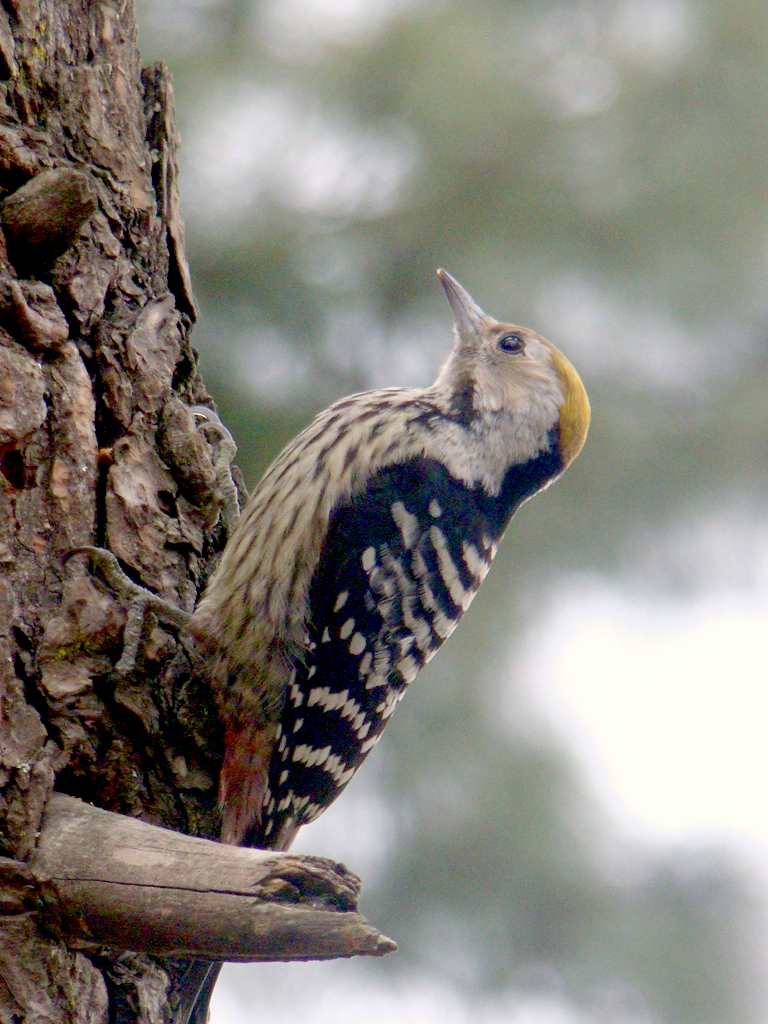
Hembra.

El pico frentipardo mide entre 19–20 cm de largo. Sus partes superiores son principalmente negras listadas en blanco, mientras que sus partes inferiores son blancas con vetas negras. Presenta una amplia bigotera negra que se extiende hasta el pecho. Su zona anal es de color rosa. Presentan dimorfismo sexual en la coloración de la parte superior de la cabeza. Los machos tienen la frente parda, la parte frontal del píleo de color amarillo intenso y la posterior y la nuca rojas, mientras en la hembra las tres zonas son de color amarillo apagado.

## Districución y hábitat
Se encuentra en los bosques al sur del Himalaya y el Hindú Kush, localizándose en el este de Afganistán, norte de Pakistán y la India, y Nepal.

## Taxonomía
Fue descrito científicamente por el zoólogo irlandés Nicholas Aylward Vigors en 1831. Se reconocen dos subespecies:
- Dendrocopos auriceps auriceps (Vigors, 1831)
- Dendrocopos auriceps incognitus (Scully, 1879)